# Produttore cinematografico
Il produttore cinematografico è quella figura, nel mondo della cinematografia, che si assume l'onere del costo di produzione dei film cercando i finanziamenti. Egli sceglie il regista e alcune volte anche il cast degli attori protagonisti, occupandosi poi di cercare un distributore che provveda a far arrivare il film nelle sale.
I produttori non possono sempre supervisionare tutta la produzione.  In questo caso, il produttore principale o il produttore esecutivo può assumere e delegare il lavoro a produttori associati, produttori ausiliari, produttori di linea o direttori di produzione.
Nella scena italiana, i più famosi sono stati Mario Cecchi Gori e suo figlio Vittorio, Luigi De Laurentiis e suo figlio Aurelio ed i fratelli Carlo  ed Enrico Vanzina, tutti produttori e realizzatori di film e cinepanettoni negli ultimi 70 anni.

## Ruolo
È una delle figure preminenti nel campo della cinematografia. Senza i finanziamenti, infatti, non esisterebbero film, registi, attori, e tutte le figure professionali che concorrono alla produzione di un film. Spesso è lo stesso produttore che acquista i diritti di un romanzo per crearne poi una sceneggiatura per la produzione di un film. Nel corso della storia del cinema si è spesso verificato che alcuni attori o registi, dopo un certo numero di anni di attività e quindi dopo aver accumulato ingenti somme di denaro, siano diventati produttori cinematografici.